# C-диапазон
C-диапазон — диапазон частот сантиметровых длин волн, используемых для наземной и спутниковой радиосвязи. По определению IEEE, этот диапазон простирается от 3,4 до 8 ГГц электромагнитного спектра (длины волн от 7,5 до 3,75 см), хотя в спутниковой связи этот диапазон «сдвинут» в сторону S-диапазона и лежит примерно между 3,4 и 7 ГГц. Название диапазона происходит от английского сокращения названия 10-см диапазона РЛС: англ. Compromise.

## Спутниковые системы

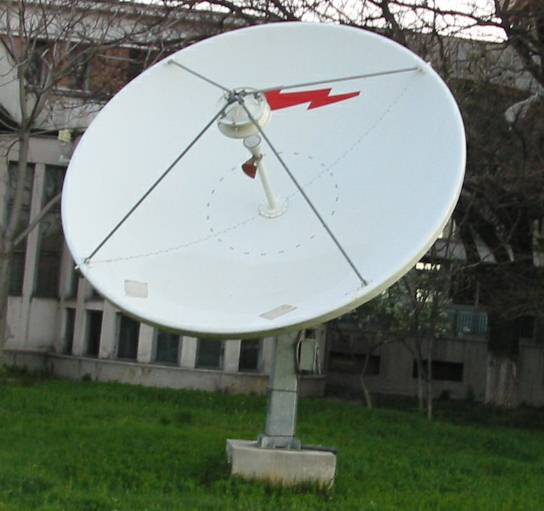
Антенна для работы в C-диапазоне

C-диапазон является одним из основных диапазонов для передачи спутникового телевидения, особенно в Северной и Южной Америке (в Европе, Азии и Австралии значительно более популярен Ku-диапазон). В России для этих целей используются частоты 3,5 — 4,2 ГГц на линии Спутник — Земля, и 5,975-6,475 ГГц на линии Земля — Спутник. (на спутнике «Yamal 202» — 49,0°E компания АО «Газпро́м косми́ческие систе́мы» предоставляет интернет на частоте 3,520 ГГц) (на спутнике «Express AM7» — 40,0°E канал «GTRK Dagestan» вещает на частоте 3,557 ГГц) (на спутнике «Express AM5» — 140,0°E канал «GTRK Sakhalin» вещает на частоте 4,179 ГГц)
По сравнению с другими диапазонами, системы использующие C-диапазон имеют некоторое преимущество в стабильности сигнала, так как потери из-за неблагоприятных климатических условий (в случае грозы, например) в этом диапазоне очень незначительны. В более высоких частотных диапазонах (Ku-, и в особенности Ka-) эти потери могут достигать очень высоких значений, что затрудняет их использование в экваториальных широтах, где дожди особенно сильны.
К недостаткам можно отнести большой размер антенн (в среднем 2,5 — 3,5 м), за что в Северной Америке их называют BUD — «Большие уродливые тарелки» (англ. Big Ugly Dish).

### Варианты C-диапазона для телевидения
Существуют несколько вариантов C-диапазона с небольшими различиями в зависимости от региона. К первому региону относятся Северная и Южная Америка, ко второму Европа, вся Россия и Африка и к третьему Азия (кроме территории России), Австралия и Новая Зеландия.
| Различные варианты C-диапазона                     |                      |                      |
| Частоты                                            | Земля — Спутник, ГГц | Спутник — Земля, ГГц |
| Стандартный C-диапазон                             | 5,850-6,425          | 3,625-4,200          |
| Российский C-диапазон                              | 5,975-6,475          | 3,5-4,2              |
| Расширенный C-диапазон                             | 5,850-6,725          | 3,400-4,200          |
| INSAT (Индийская национальная спутниковая система) | 6,725-7,025          | 4,500-4,800          |
| LMI (Lockheed Martin и Интерспутник) C-Band        | 5,725-6,025          | 3,700-4,000          |

## Wi-Fi
Беспроводные сети Wi-Fi на базе стандартов IEEE 802.11a и IEEE 802.11n используют частоты C-диапазона расположенные между 5,15 — 5,35 ГГц, 5,47 — 5,725 ГГц и 5,725 — 5,875 ГГц (последние относятся к ISM диапазону), в зависимости от региона.

## Индустриальный, научный и медицинский диапазон
Так называемый свободный ISM диапазон (англ. Industrial, Scientific, Medical: индустриальный, научный и медицинский диапазон) в C-диапазоне занимает полосу частот от 5 725 до 5 875 МГц. ISM диапазон используют многие популярные системы, такие как беспроводные телефоны и другие системы.

## Другие частотные диапазоны
Диапазоны в различных системах обозначений различаются, в таблице приведены диапазоны согласно классификации IEEE:
| Название диапазона | Частотный диапазон, ГГц | Частотный диапазон, ГГц |
| Название диапазона | в радиолокации          | в спутниковой связи     |
| ------------------ | ----------------------- | ----------------------- |
| L                  | 1,0—2,0                 | 1,0—2,0                 |
| S                  | 2,0—4,0                 | 2,0—4,0                 |
| C                  | 4,0—8,0                 | 3,4—8,0                 |
| X                  | 8,0—12,0                | 7,0—10,7                |
| Ku                 | 12,0—18,0               | 10,7—18,0               |
| K                  | 18,0—26,5               | 18,3—20,2; 27,5—31,5    |
| Ka                 | 26,5—40,0               |                         |